# بانک سبز
بانک سبز (به انگلیسی: Green bank) (که بعضاً به عنوان بانک سرمایه‌گذاری سبز، مرجع تأمین انرژی پاک یا شرکت تأمین مالی انرژی پاک نیز نامیده می‌شود) یک موسسه مالی است، که به‌طور معمول دولتی یا شبه-دولتی می‌باشد، و با مشارکت بخش خصوصی، از تکنیک‌های نوین تأمین مالی و ابزارهای توسعه بازار، برای سرعت بخشیدن به استفاده از فناوری‌های انرژی پاک استفاده می‌کند. بانک‌های سبز از بودجه عمومی برای استفاده از سرمایه‌گذاری خصوصی در فناوری‌های انرژی پاک استفاده می‌کنند که علی‌رغم اینکه از نظر تجاری قابل دوام هستند، اما برای ایجاد حضور گسترده در بازارهای مصرف با مشکل مواجه هستند. بانک‌های سبز به دنبال کاهش هزینه‌های انرژی برای مودیان مالیات، تحریک سرمایه‌گذاری بخش خصوصی و فعالیت اقتصادی و تسریع در انتقال به یک اقتصاد کم کربن هستند.
در ایالات متحده، بانک‌های سبز در سطح ایالتی و محلی ایجاد شده‌اند. انگلستان، استرالیا، ژاپن، نیوزیلند و مالزی همگی بانک‌های ملی ایجاد کرده‌اند که هدف آنها، استفاده از سرمایه‌گذاری خصوصی در فناوری‌های انرژی پاک هستند. مجموعه بانک‌های سبز در سراسر جهان در کنار هم، تقریباً ۳۰ میلیارد دلار سرمایه‌گذاری در زمینه انرژی پاک ایجاد کرده‌اند.